# Emotossina
L'emotossina è una tossina che distrugge i globuli rossi.
Le emotossine sono il componente principale del veleno di molti serpenti, tra i quali la vipera, e di alcuni insetti, per esempio il bruco assassino. Rispetto alle neurotossine, che agiscono sul sistema nervoso, e che costituiscono il componente principale del veleno di altri serpenti (come il cobra) e degli scorpioni, le emotossine hanno un'azione generalmente più lenta. 
Esistono emotossine totalmente inorganiche, per esempio il monossido di carbonio.